# Fleetwood Mac
Fleetwood Mac este o trupă rock britanică/americană formată în 1967 care a cunoscut numeroase schimbări în componență și diferite niveluri de succes. De la formarea trupei și până în 1974, nicio formulă a trupei nu a ținut mai mult de doi ani.
Singurul membru prezent în trupă de la formare este toboșarul al cărui nume se găsește și în numele trupei, Mick Fleetwood. Basistul John McVie, în ciuda contribuției sale în numele trupei, nu a cântat pe primul lor single sau în primele lor concerte. Clăpara Christine McVie a apărut, până în prezent, pe toate albumele trupei exceptând două, fie ca membră sau ca muzician de studio. De asemenea, a realizat coperta albumului Kiln House.
Perioadele de succes ale trupei au fost perioada blues de la sfărșitul anilor 1960, când în fruntea trupei se afla chitaristul Peter Green, și din 1975 până în 1987, cu o orientare pop, când a avut ca membri pe Christine McVie, Lindsey Buckingham și Stevie Nicks. Al doilea album cu Buckingham și Nicks membri, Rumours a devenit cel mai bine vândut album din istorie la vremea respectivă, producând patru melodii Top 10 în Statele Unite (inclusiv melodia numărul 1 "Dreams", singura melodie numărul unu a trupei în America). Albumul a petrecut 31 de săptămâni pe locul 1 în topul Billboard și a câștigat premiul Grammy pentru Cel mai bun album al anului. Până în prezent albumul a fost vândut în peste 40 de milioane de exemplare la nivel mondial, fiind astfel al optulea cel mai bine vândut album din istorie.
Trupa a avut un succes mai modest din 1971 până în 1974, când în trupă se afla Bob Welch, și în anii 1990, când au avut loc alte modificări de componență înainte de revenirea lui Lindsey Buckingham și Stevie Nicks. Până în momentul de față au vândut aproximativ 100 de milioane de discuri la nivel mondial.

## Istorie

### Formarea și primii ani (1967 - 1970)
Fleetwood Mac s-a format la Londra în 1967 când Peter Green a părăsit trupa blues britanică John Mayall & the Bluesbreakers. Green l-a înlocuit pe chitaristul Eric Clapton în Bluesbreakers și a primit laude din partea criticilor pentru prestația sa de pe albumul A Hard Road. După ce a fost în Bluesbreakers o vreme, Green a întrebat dacă toboșarul Mick Fleetwood poate să îl înlocuiască pe Aynsley Dunbar. John Mayall a acceptat iar Fleetwood a devenit membru al trupei.
Bluesbreakers era acum alcatuită din Green, Fleetwood, John McVie și John Mayall. Green l-a contactat pe Fleetwood pentru a forma o nouă trupă. Ei îl doreau insistent pe McVie ca basist și chiar au numit trupa Fleetwood Mac pentru a-l atrage pe McVie. Totuși, acesta a ales să rămâmă cu Mayall decât să se alăture unei trupe necunoscute. Între timp, Green și Fleetwood i-au recrutat pe chitaristul Jeremy Spencer și basistul Bob Brunning, care era în trupă sub înțelegerea să o părăsească dacă McVie accepta să se alăture. Această primă versiune a trupei și-a făcut debutul pe 13 august 1967 la Windsor Jazz and Blues Festival. La câteva săptămâni de la spectacol, McVie a acceptat să devină basistul trupei.
Primul album al trupei, Fleetwood Mac, a fost un album blues lansat în februarie 1968 prin casa de discuri Blue Horizon. Albumul a avut un succes major în Regatul Unit, ocupând locul 4, deși nu avea niciun single lansat de pe el. Trupa a lansat în curând două single-uri, Black Magic Woman și Need Your Love So Bad. Al doilea album al trupei, Mr. Wonderful, a fost lansat în august 1968. Ca și precendentul, acesta era un album blues. Pe acest album a cântat pentru prima dată, ca muzician de studio, Christine Perfect din trupa Chicken Shack (care mai târziu avea să devină Christine McVie).
La puțin timp după lansarea celui de-al doilea album, Fleetwood Mac l-a adăugat pe chitaristul Danny Kirwan, în 
vârstă de doar 18 ani. Green era frustrat de faptul că Jeremy Spencer dorea să contribuie la melodiile lui Green. Un muzician matur, autodidact și desăvârșit, Kirwan a dat o nouă dimensiune muzicală trupei. Cu Kirwan, trupa a lansat prima melodie numărul 1 în Europa, Albatross. Tot în această perioadă, trupa a lansat al doilea album american, English Rose, care conținea jumătate din Mr. Wonderful, câteva melodii noi compuse de Kirwan și al treilea album european, The Pious Bird of Good Omen.
Când trupa a mers în Statele Unite în ianuarie, 1969, au înregistrat multe melodii la studioul Chess Records Studio, care urma să fie închis, cu câteva legende ale muzicii blues din Chicago, cum ar fi Willie Dixon, Buddy Guy și Otis Spann. Totuși, acestea aveau să fie ultimele melodii blues ale trupei. Pe lângă schimbarea stilului muzical, trupa și-a schimbat și casa de discuri. Până în acest moment au fost sub Blue Horizon. Totuși, cu Kirwan în trupă, posibilitățile trupei erau mari pentru a rămâne cu o casă de discuri specializată în muzică blues. Trupa a semnat cu Immediate Records și au lansat Man Of The World, un nou hit la nivel britanic și european. Dar, în scurt timp, lucrurile au început să meargă rău așa că era necesar un nou contract. Deși The Beatles dorea ca trupa să semneze cu Apple Records (George Harrison) și Mick Fleetwood erau cumnați), managerul trupei Clifford Davis a decis să semneze cu Warner Bros. Records, casa de discuri cu care se află sub contract și astăzi. Primul album pentru Warner, lansat în septembrie 1969, a fost Then Play On, foarte apreciat la vremea respectivă. Versiunea americană a albumului conține melodia Oh, Well, care a fost interpretată des în concerte de la perioada apariției până în 1997 și iar incepând cu 2009. Then Play On, care a fost primul album rock al trupei, cuprindea doar melodii compuse de Kirwan și Green.
La vremea respectivă, Fleetwood Mac era cea mai populară trupă din Europa. Totuși, Peter Green, liderul trupei, era într-o stare de sănătate precară. A consumat LSD în München, ceea ce a contribuit la declanșarea schizofreniei sale. Ultimul hit al lui Green cu Fleetwood Mac a fost The Green Manalishi (With the Two-Prong Crown). Stabilitatea mentală a lui Green s-a deteriorat și dorea să doneze toți banii trupei unor organizații de caritate. Câțiva dintre membrii trupei nu au fost de acord iar Green a decis sa părăsească trupa. Ultimul spectacol dat de Green împreună cu Fleetwood Mac a fost pe 20 mai 1970.

### Etapa de tranziție (1970 - 1975)
Danny și Jeremy au rămas pentru a umple golul realizat de Green în concerte și înregistrări. În septembrie 1970 au lansat albumul Kiln House. Melodiile lui Danny au ghidat trupa spre rock-ul anilor 1970. Christine Perfect, care s-a retras din muzică dupa un album solo eșuat, a contribuit pe Kiln House, ca muzician de studio și realizând coperta albumului. Din vreme ce trupa progresa și dezvolta un nou sunet, lui Christine i s-a cerut să se alăture trupei.
Christine Perfect era căsătorită cu basistul John McVie și și-a făcut prima apariție cu trupa ca Christine McVie la Universitatea din Bristol în mai 1969, chiar în momentul în care părăsea trupa Chicken Shack. A avut succes cu melodia lui Etta James, I'd Rather Go Blind, și a fost votată de două ori "artista feminină a anului" în Anglia. Columbia Records, care acum deținea Blue Horizon, a scos un album cu piese nelansate ale trupei originale numit The Original Fleetwood Mac. Albumul a avut un oarecare succes iar trupa începea să crească din nou în popularitate.
În timp ce se aflau în turneu în februarie 1971, Jeremy Spencer a spus că se duce "să cumpere o revistă" dar nu s-a mai întors. După câteva zile de căutari disperate, trupa a descoperit că Spencer s-a alăturat unei grupări religioase, The Children of Good (Copii Domnului). Pentru restul turneului, trupa l-a convins pe Peter Green să-i ajute să termine turneul. Totuși, Green a stat puțin cu trupa, așa că au decis să caute un nou chitarist.
În vara anului 1971, trupa a ținut audieri pentru un nou chitarist în casa lor mare de la țară, "Benifold", pe care au cumpărat-o înainte de turneul Kiln House. O prietenă a trupei, pe nume Judy Wong, a recomandat pe prietenul ei din liceu, Bob Welch, care locuia în Paris la vremea respectivă. Trupa s-a întâlnit de câteva ori cu Welch și au decis să îl angajeze, fără să cânte cu el sau să-i asculte înregistrările.
În septembrie 1971, trupa a lansat albumul Future Games. Albumul era diferit de ceea ce trupa a realizat până atunci. Erau mulți fani noi în America ce erau tot mai interesați de trupă. În Europa, CBS a lansat prima colecție "Greatest Hits" a trupei, care cuprindea predominant melodii compuse de Green, deși era o melodie compusă de Spencer și una de Kirwan.
În 1972, la șase luni după lansarea Future Games, trupa a lansat bine-apreciatul album Bare Trees. În timp ce trupa se descurca bine în studio, turneele erau ceva mai problematice. Danny Kirwan a dezvoltat o dependență de alcool și s-a înstrăinat de Welch și soții McVie. În momentul în care a distrus chitara sa Les Paul Customs, a refuzat să meargă pe scenă într-o noapte și a criticat trupa după aceea, Fleetwood a decis că nu avea de ales decât să îl dea afară pe Kirwan.
Următorii doi ani și jumătate s-au dovedit a fi cei mai dificili pentru trupă. În cele trei albume lansate în această perioadă au schimbat frecvent componența. În septembrie 1972 trupa a adăugat pe chitaristul Bob Weston și pe vocalistul Dave Walker, fost membru al trupei Savoy Brown. Mick, John, Christine, Welch, Weston și Walker au înregistrat Penguin, care a fost lansat în ianuarie 1973. După turneu, trupa l-a dat afară pe Walker deoarece stilul său vocal nu se potrivea cu restul trupei.
Cei cinci membri rămași au mers mai departe și au înregistrat Mystery to Me șase luni mai târziu. Albumul conținea melodia Hypnotized, care a fost frecvent difuzată la radio și a devenit una dintre cele mai ușor de recunoscut melodii ale trupei. Trupa era mândra de noul lor album și doreau să îl facă un hit. Totuși, lucrurile nu mergeau bine în cadrul trupei. Căsnicia soților McVie era într-o perioadă tensionată cauzată de certurile dintre cei doi și de abuzul de alcool al lui John McVie. În timpul turneului, Weston a avut o relație cu soția lui Fleetwood, Jenny Boyd Fleetwood, sora lui Pattie Boyd Harrison. În curând, Fleetwood l-a dat afară pe Weston iar turneul a fost anulat. Din acest motiv, albumul s-a vândut mai slab decât precedentul.
În ceea ce avea să devină una dintre cele mai bizare evenimente din istoria muzicii rock, managerul trupei, Clifford Davis, a declarat că el deține drepturile numelui "Fleetwood Mac" și a format un "fake Mac". Nimeni din "fake Mac" nu a fost vreodată în trupa reală, deși câțiva dintre ei vor forma mai târziu trupa de studio a lui Danny Kirwan. Fanilor li s-au spus că Bob Welch și John McVie au părăsit trupa iar Mick Fleetwood și Christine McVie s-ar întoarce în trupă după o pauză. Managerul de turneu al lui Fleetwood Mac, John Courage, a lucrat într-un spectacol înainte de realiza că formula folosită era o minciună. Courage a ascuns echipamentul trupei reale, care a contribuit la scurtarea turneului trupei false. Dar procesul ce a urmat a scos trupa reală Fleetwood Mac din activitate aproape un an. Disputa era în jurul cui deține drepturile numelui "Fleetwood Mac". În timp ce părea evident că numele trupei a fost dat după Fleetwood și McVie, au semnat contracte din care rezulta că au renunțat la drepturile numelui trupei.
Welch a descoperit repede că trupa era străină casei Warner Bros. Promotorul rock, Bob Graham, a scris o scrisoare celor de la Warner pentru a-i convinge că "adevărata" trupă Fleetwood Mac era alcătuită din Fleetwood, Welch și soții McVie. Deși aceasta nu a pus capăt disputei, trupa a putut să înregistreze din nou sub numele de Fleetwood Mac. În loc să își ia un alt manager, Fleetwood Mac a decis să se administreze singuri.
Trupa falsa era alcătuita din Elmer Gantry (chitară, voce), Kirby Gregory (chitară), Paul Martinez (chitară bas), John Wilkinson (clape) și Craig Collinge (baterie). Gantry și Gregory aveau să devină membri ai trupei Stretch, Gantry se va alătura mai târziu trupei Alan Parsons Project iar Martinez va deveni basist pentru cariera solo a lui Robert Plant.
După ce Warner Bros. a semnat un nou contract cu adevărata trupă Fleetwood Mac, cvartetul a lansat albumul Heroes Are Hard To Find în septembrie 1974. Pentru prima dată de la formare, trupa avea un singur chitarist. În turnee, au adăugat un al doilea clapar. Primul a fost Bobby Hunt, iar al doilea Doug Graves, care a fost inginer de sunet pentru Heroes Are Hard To Find. Niciunul nu a petrecut mult timp cu trupa.
Turneul s-a dovedit ca fiind ultimul pentru Bob Welch.

### Perioada de glorie (1975 - 1987)

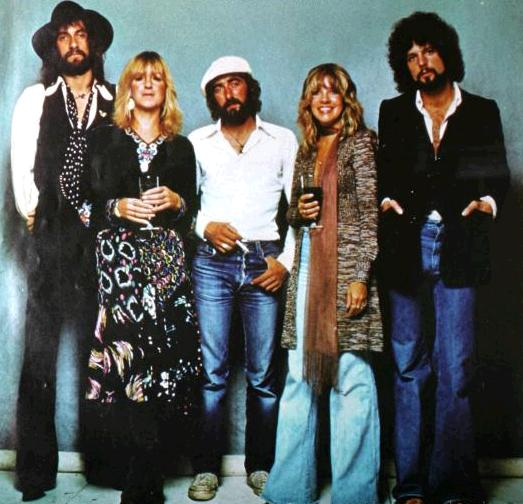
Fleetwood Mac în 1977

Dupa ce Welch a anunțat că părăsește trupa, Fleetwood a început să caute un posibil înlocuitor. În timp ce Fleetwood căuta în Van Nuys, California, inginerul de sunet al studioului Sound City Studios, Keith Olsen, i-a pus o melodie numită Frozen Love, care el a mixat-o pentru trupa Buckingham Nicks. Lui Fleetwood i-a placut și a fost prezentat chitaristului trupei, Lindsey Buckingham, care atunci se afla la studio pentru a înregistra niște demo-uri. Fleetwood i-a cerut să se alăture trupei. Buckingham a acceptat, cu condiția să se alăture partenera și prietena sa, Stephanie "Stevie" Nicks. Fleetwood a acceptat.
În 1975, noua formulă a lansat albumul omonim Fleetwood Mac, care avea să fie cunoscut și ca "White Album" (Albumul alb) datorită coperții sale (a nu se confunda cu The White Album al lui Beatles). Albumul s-a dovedit a fi o mare realizare pentru trupă și a devenit un mare hit (ocupând locul 1 în Statele Unite). Printre hiturile de pe album erau melodiile lui Christine McVie Over My Head și Say You Love Me și melodiile lui Stevie Nicks Rhiannon și Landslide.
Dar, în 1976, o dată cu succesul trupei, a venit și sfârșitul căsniciei soților McVie și a relației dintre Nicks și Buckingham. Chiar și Fleetwood era în proces de divorț cu soția sa Jenny. Fleetwood Mac a fost supusă unei presiuni de a lansa un album de succes ca o continuare a albumului precedent, ceea ce a dus la izbucnirea unor tensiuni în cadrul trupei, alimentate de abuzul de droguri și alcool.
În 1977 Fleetwood Mac a lansat un nou album, Rumours, în care trupa și-a lăsat deoparte tensiunile existente la momentul respectiv. Apreciat de către critici, albumul a câștigat premiul Grammy pentru "Cel mai bun album al anului" în 1977. Hiturile includeau melodia lui Buckingham, Go Your Own Way, Dreams a lui Stevie Nicks (care a ocupat locul 1 în Statele Unite) și melodiile lui Christine McVie Don't Stop și You Make Loving Fun. Melodia lui Buckingham, Second Hand News, melodia lui Nicks, Gold Dust Woman, și The Chain (singura melodie compusă de toți membrii trupei) au fost frecvent difuzate la radio. Până în 2003, Rumours a fost vândut în peste 19 milioane de exemplare în Statele Unite (primind astfel Discul de Diamant) și în peste 40 de milioane de exemplare la nivel mondial, devenind astfel unul dintre cele mai bine vândute albume din istorie.
Buckingham a fost capabil să îl convingă pe Fleetwood ca prestația sa de pe viitorul album să fie mai experimentală, să lucreze melodiile acasă și apoi să le prezinte la studio. Rezultatul a fost albumul dublu Tusk, lansat în 1979. Conținea trei hituri: melodia lui Buckingham, Tusk (locul 8 în Statele Unite), melodia lui Christine McVie Think About Me (locul 20 în Statele Unite) și melodia de 7 minute a lui Nicks, Sara (locul 7 în Statele Unite). Ultima a fost redusă la 4 minute și jumătate atât pe single cât și pe album. Melodia a fost restaurată la 7 minute pe albumul Greatest Hits din 1988, pe restaurarea albumului Tusk din 2004 și pe compilația din 2002, The Very Best of Fleetwood Mac.
Tusk rămâne unul dintre cele mai ambițioase albume ale trupei de până acum, deși a fost vândut în patru milioane de exemplare la nivel mondial. Asta, în comparație cu vânzările enorme înregistrate de Rumours, a determinat casa de discuri să numească albumul un eșec iar toată vina a căzut pe seama lui Buckingham. Însă, Fleetwood a dat vina pe un important post de radio american, ce a difuzat toate cele 20 de melodii înainte de lansare, anulând astfel orice ocazie de îmbunătățire a acestora. În plus, Tusk a fost un album dublu, ceea ce a crescut prețul de vânzare în magazine, în comparație cu albumele normale.
Trupa a pornit într-un enorm turneu de 18 luni pentru a promova albumul Tusk. Au călătorit prin toată lumea, inclusiv Statele Unite, Australia, Noua Zeelandă, Japonia, Franța, Belgia, Germania, Olanda și Regatul Unit. În Germania au cântat alături de legenda muzicii reggae, Bob Marley. În acest turneu trupa a înregistrat albumul Fleetwood Mac Live, care a fost lansat la sfârșitul anului 1980.

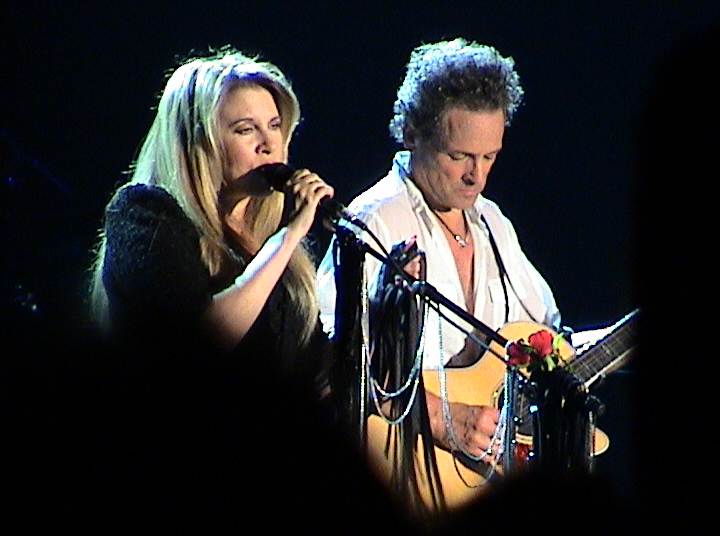
Stevie Nicks şi Lindsey Buckingham

Următorul album, Mirage, lansat în 1982 după albumele solo ale lui Stevie Nicks (Bella Donna) și Lindsey Buckingham (Law and Order), a fost o revenire la stilul convențional. Înregistrat la un castel din Franța, Mirage a fost o încercare de a redobândi succesul enorm al albumului Rumours. Hiturile includeau melodiile lui Christine McVie Hold Me și Love In Store, melodia lui Nicks Gypsy și melodia lui Buckingham, Oh, Diane, care a intrat în TOP 10 în Regatul Unit.
După Mirage, trupa a intrat într-o perioadă de pauză, ceea ce a permis membrilor să își continue carierele solo. Stevie Nicks a mai lansat doua albume solo (The Wild Heart în 1983 și Rock A Little în 1985), Lindsey Buckingham a lansat albumul Go Insane în 1984, același an în care Christine McVie a lansat albumul omonim (care cuprindea melodia din TOP 10 Got A Hold On Me și melodia din TOP 40 Love Will Show Us How). Toți trei au avut succes, dar Nicks a devenit cea mai populară. Totuși, în această perioadă, Mick Fleetwood se confrunta cu falimentul, Nicks s-a internat la Betty Ford Clinic din cauza unor probleme cauzate de dependența de droguri iar John McVie a suferit un atac din pricina dependenței sale de alcool. S-au lansat zvonuri conform cărora Fleetwood Mac s-a destrămat. Totuși, Buckingham a declarat că nu permitea ca Mirage să fie ultimul album al trupei.
Trupa a lansat un nou album în 1987, numit Tango In The Night. Inițial, albumul, ca alte albume Fleetwood Mac, debuta cu un solo Buckingham înainte de a începe melodiile trupei. Albumul avea să devină cel mai bine vândut album 
al trupei de la Rumours, în special în Regatul Unit, unde a fost pe locul 1 de trei ori (o dată în 1987 și de două ori în 1988). Albumul a fost vândut în 3 milioane de exemplare în Statele Unite și conținea patru hituri: melodiile lui Christine McVie, Little Lies și Everywhere, melodia lui Stevie Nicks, Seven Wonders, și melodia lui Lindsey Buckingham, Big Love. Family Man și Isn't It Midnight au fost lansate ca single dar au fost succese modeste. Trupa intenționa să plece în turneu pentru a promova albumul, însă Buckingham a refuzat. Conform lui Fleetwood, Buckingham a părăsit trupa după o ceartă aprinsă din august 1987, în care i-a spus lui Stevie de față cu ceilalți "scoateți această târfă schizofrenică din casă".

### Lanțul distrus (1987 - 1997)
După plecarea lui Buckingham, Fleetwood Mac a adăugat doi chitariști noi în trupă, Billy Burnette și Rick Vito. Billy a fost adăugat pentru aptitudinile sale muzicale și compoziționale iar Rick pentru aptitudinile sale de chitarist solo.
Pentru a continua succesul înregistrat cu Tango In The Night, trupa a lansat o colecție Greatest Hits în 1988. Cuprindea melodii din perioada 1975 - 1988 și includea două noi compoziții: No Questions Asked, compusă de Nicks, și As Long As You Follow, compusă de McVie, care a fost lansată ca single, dar a ocupat doar locul 43 în Statele Unite și locul 66 în Regatul Unit. Albumul Greatest Hits a ocupat locul 3 în Regatul Unit și locul 14 în Statele Unite (deși acolo a fost vândut în peste 8 milioane de exemplare).
După colecția Greatest Hits, Fleetwood Mac a înregistrat Behind the Mask. Prin acest album trupa s-a îndepărtat de stilul pe care Buckingham l-a creat la trupă în perioada în care era membru. Totuși, albumul a avut un singur single TOP 40, melodia lui McVie Save Me. Behind the Mask a obținut doar Discul de Aur în Statele Unite, ocupând locul 18 în topul albumelor, deși în Regatul Unit a debutat pe locul 1. A primit recenzii mixte și a fost văzut de unii critici drept un punct minim al trupei în absența lui Lindsey Buckingham. Totuși, revista Rolling Stone a spus că Vito și Burnette sunt "cel mai bun lucru care s-a petrecut vreodată în Fleetwood Mac" iar revista britanică Q a apreciat albumul în recenzia lor. Turneul care a urmat a avut un concert cu casa închisă pe stadionul Wembley. Cele două fete din trupă, Nicks și McVie, au decis că acest turneu va fi ultimul pentru ele (tatăl lui McVie a decedat în timpul turneului), deși ambele au declarat că vor înregistra în continuare cu trupa. Totuși, în 1991, atât Nicks cât și Vito au declarat că părăsesc trupa.
În 1992, însuși Fleetwood a pregătit o colecție de 4 discuri care acoperea cei 25 de ani ai trupei, numit 25 Years - The Chain. O includere importantă a fost melodia Silver Springs, pe care Nicks a compus-o în perioada Rumours dar a fost eliminată de pe album. Nicks a cerut să includă melodia TimeSpace de pe compilația ei Greatest Hits dar Fleetwood a refuzat. Această neînțelegere dintre Nicks și Fleetwood a ajuns în presă și se crede că este principalul factor care a determinat-o pe Nicks să părăsească trupa.
La câteva luni după aceea, formula Buckingham/Nicks/McVie/McVie/Fleetwood s-a reunit la cererea președintelui american Bill Clinton pentru a interpreta la primul său Bal Inaugural din 1993. Bill Cliton a folosit melodia lui Fleetwood Mac, Don't Stop, ca melodie principală în timpul campaniei sale electorale. Această cerere de a interpreta la Balul Inaugural a fost întâmpinată cu entuziasm de membrii trupei, deși nu aveau intenția de a se reuni sub aceasta formulă.
Inspirați de noul interes al trupei, Mick Fleetwood, John McVie și Christine McVie au înregistrat un nou album ca Fleetwood Mac, cu Billy Burnette ca și chitarist principal. Totuși, chiar când luau decizia să continue, Billy Burnette a anunțat în martie 1993 că părăsește trupa pentru a lucra la un album country și pentru a începe o carieră de actor. Bekka Bramlet, care a lucrat cu un an mai devreme pe albumul lui Mick Fleetwood, Zoo, a fost recrutată. Dave Mason, un chitarist, autor de melodii și cântăreț, a fost și el adăugat.
Pe 10 octombrie 1995, Fleetwood Mac a lansat albumul Time, care însă nu a avut succes. Deși a fost în TOP 60 în Regatul Unit timp de o săptămână, nu a intrat în topurile americane, un lucru surprinzător, având în vedere că timp de două decenii au intrat în acel top cu fiecare album. La puțin timp după lansarea acestui album, Christine McVie a declarat că acest album va fi ultimul pentru ea. Bramlett și Burnette au format ulterior duo-ul country, Bekka & Billy.

### Lanțul refăcut (1997 - prezent)
La câteva săptămâni de la destrămarea trupei, Mick Fleetwood a anunțat că lucra din nou cu Lindsey Buckingham. În curând, la sesiuni, a fost adăugat și John McVie iar, mai târziu, și Christine McVie.
În mai 1996, Mick Fleetwood, John McVie, Christine McVie și Stevie Nicks au făcut o apariție la o petrecere privată în Louisville, Kentucky. O săptămână mai târziu, coloana sonoră a filmului Twister a fost lansată, care cuprindea un duet Buckingham-Nicks, cu Fleetwood la baterie. Aceasta avea să ducă la o reuniune a formulei de pe albumul Rumours pentru a ține un concert într-un platou a studioului Warner Bros. din Burbank, California pe 22 mai 1997. Rezultatul acestui concert a fost apariția albumului live din 1997, The Dance. Acest album a adus Fleetwood Mac în fruntea topurilor americane pentru prima dată după 15 ani. Albumul a adus Fleetwood Mac la un nivel de celebritate pe care nu l-au mai atins de la lansarea albumului Tango In The Night. Albumul a fost vândut, conform RIAA, în 5 milioane de exemplare în Statele Unite. Totuși, aceasta avea să fie ultima apariție live a formulei clasice Fleetwood Mac împreună cu Christine McVie.
În 1998, Fleetwood Mac (Mick Fleetwood, John McVie, Christine McVie, Stevie Nicks, Lindsey Buckingham, Peter Green, Jeremy Spencer și Danny Kirwan) au fost adaugați în Rock and Roll Hall of Fame și au dat un spectacol la Premiile Grammy din acel an.
În 1998, Christine McVie a părăsit trupa și s-a întors în Regatul Unit pentru a se retrage din turnee (dar nu s-a retras complet din activitatea muzicală, lansând un nou album solo, In The Meantime, în 2004). Plecarea ei i-au determinat pe Nicks și Buckingham să cânte toate solo-urile vocale pe albumul Say You Will, lansat în 2003, deși Christine a contribuit ca muzician de studio. Albumul a debutat pe locul 3 în topul Billboard 200 (locul 6 în Regatul Unit) și a fost urmat de un turneu mondial în 2004.
În interviurile acordate în noiembrie 2006 pentru a-și promova noul album solo, Under The Skin, Lindsey Buckingham a declarat că existau planuri pentru ca trupa să se reunească pentru un nou turneu în 2008. Într-un interviu dat în septembrie 2007 pentru ziarul britanic The Daily Telegraph, Stevie Nicks a declarat că nu dorește să continue cu trupa decât dacă se întoarce Christine McVie.
La sfârșitul anului 2008, Fleetwood Mac a anunțat ca vor pleca într-un nou turneu în 2009, începând cu luna martie. La fel ca și turneul din 2003 - 2004, Christine McVie nu s-a alăturat trupei. Turneul este considerat un turneu "greatest hits" și a avut primul spectacol 1 martie 2009 iar în februarie au făcut publice noi date de spectacol.
Stevie Nicks a declarat, cu privire la un nou album Fleetwood Mac, "În momentul de față nu există niciun plan pentru un album. Vom termina acest turneu înainte de a decide dacă vom lansa un nou album."
Într-un interviu acordat revistei Playboy în aprilie 2012, Mick Fleetwood și-a manifestat îndoiala ca trupa să mai susțină vreodată un turneu, dând vina pe Stevie Nicks și Lindsey Buckingham pentru anii de amânare datorită proiectelor lor solo.
Basistul original al trupei, Bob Brunning, a decedat pe 18 octombrie 2011, la vârsta de 68 de ani. Fostul chitarist Bob Weston a fost găsit mort pe 3 ianuarie 2012 la vârsta de 64 de ani. Fostul solist și chitarist Bob Welch s-a sinucis prin împușcare pe 7 iunie 2012, la vârsta de 66 de ani.
Trupa a anunțat oficial turneul său din 2013 care va cuprinde spectacole în 34 de orașe din Statele Unite; turneul va începe pe 4 aprilie în Columbus, Ohio. Trupa va interpreta două melodii noi deși deocamdată este incertă posibilitatea lansării unui nou album.

## Discografie

### Albume de studio
- 1968 - Fleetwood Mac
- 1968 - Mr. Wonderful
- 1969 - Then Play On
- 1970 - Kiln House
- 1971 - Future Games
- 1972 - Bare Trees
- 1973 - Penguin
- 1973 - Mystery to Me
- 1974 - Heroes Are Hard to Find
- 1975 - Fleetwood Mac
- 1977 - Rumours
- 1979 - Tusk
- 1982 - Mirage
- 1987 - Tango in the Night
- 1990 - Behind the Mask
- 1995 - Time
- 2003 - Say You Will

### Albume live
- 1969 - Shrine '69
- 1970 - Live in Boston 1970
- 1980 - Live
- 1995 - Live at the BBC
- 1997 - The Dance
- 2004 - Live in Boston